# 1984年のイギリス・フォーミュラ3選手権
1984年のイギリス・フォーミュラ3選手権は、第34回のシーズン。ドライバータイトルはジョニー・ダンフリーズが獲得した。また、同年から新たに型落ちマシンでの参戦者を対象とするクラスBが新設され、キース・ファインが同クラスの初代チャンピオンを獲得した。
ダンブリーズは11勝を挙げる好成績を残し、2位はカナダのアレン・バーグ、3位はラッセル・スペンスだった。数年後には全日本F3000選手権に参戦するアンドリュー・ギルバート＝スコット、フォルカー・ヴァイドラーも参戦。ロス・チーバーもシリーズ5位を獲得した。

## レース結果
| 開催日  | ラウンド | サーキット                            | 優勝ドライバー         | 優勝チーム                                          | 優勝車                            |
| ------- | -------- | ------------------------------------- | ---------------------- | --------------------------------------------------- | --------------------------------- |
| 3月4日  | Rd.1     | シルバーストン (ナショナルサーキット) | ジョニー・ダンフリーズ | チーム BP                                           | ラルト・RT3/83 フォルクスワーゲン |
| 3月11日 | Rd.2     | スラクストン                          | ジョニー・ダンフリーズ | チーム BP                                           | ラルト・RT3/83 フォルクスワーゲン |
| 4月1日  | Rd.3     | シルバーストン                        | ジョニー・ダンフリーズ | チーム BP                                           | ラルト・RT3/83 フォルクスワーゲン |
| 4月15日 | Rd.4     | ゾルダー                              | ラッセル・スペンス     | ミント エンジニアリング/ウォーマスタイル レーシング | ラルト・RT3/84 フォルクスワーゲン |
| 4月23日 | Rd.5     | スラクストン                          | ジョニー・ダンフリーズ | チーム BP                                           | ラルト・RT3/83 フォルクスワーゲン |
| 5月7日  | Rd.6     | スラクストン                          | ジョニー・ダンフリーズ | チーム BP                                           | ラルト・RT3/83 フォルクスワーゲン |
| 5月20日 | Rd.7     | ドニントン・パーク                    | ジョニー・ダンフリーズ | チーム BP                                           | ラルト・RT3/83 フォルクスワーゲン |
| 5月28日 | Rd.8     | シルバーストン (ナショナルサーキット) | マリオ・ヒッテン       | マレー テイラー レーシング                          | ラルト・RT3/84 フォルクスワーゲン |
| 7月1日  | Rd.9     | スネッタートン                        | ジョニー・ダンフリーズ | チーム BP                                           | ラルト・RT3/83 フォルクスワーゲン |
| 8月7日  | Rd.10    | ドニントン・パーク                    | ラッセル・スペンス     | ミント エンジニアリング/ウォーマスタイル レーシング | ラルト・RT3/84 フォルクスワーゲン |
| 8月18日 | Rd.11    | オウルトン・パーク                    | ラッセル・スペンス     | ミント エンジニアリング/ウォーマスタイル レーシング | ラルト・RT3/84 フォルクスワーゲン |
| 8月27日 | Rd.12    | シルバーストン (ナショナルサーキット) | ジョニー・ダンフリーズ | チーム BP                                           | ラルト・RT3/83 フォルクスワーゲン |
| 9月2日  | Rd.13    | スパ・フランコルシャン                | ロス・チーバー         | バロール・レーシング                                | ラルト・RT3/84 フォルクスワーゲン |
| 9月16日 | Rd.14    | ザントフォールト                      | ロス・チーバー         | バロール・レーシング                                | ラルト・RT3/84 フォルクスワーゲン |
| 9月27日 | Rd.15    | ブランズ・ハッチ                      | ロス・チーバー         | バロール・レーシング                                | ラルト・RT3/84 フォルクスワーゲン |
| 9月30日 | Rd.16    | スラクストン                          | ジョニー・ダンフリーズ | チーム BP                                           | ラルト・RT3/83 フォルクスワーゲン |
| 10月7日 | Rd.17    | シルバーストン                        | ジョニー・ダンフリーズ | チーム BP                                           | ラルト・RT3/83 フォルクスワーゲン |

## チャンピオンシップ・ランキング

### クラスA
| 順位 | ドライバー                              | エントラント                                              | 合計 |
| ---- | --------------------------------------- | --------------------------------------------------------- | ---- |
| 1    | ジョニー・ダンフリーズ                  | チームBP                                                  | 106  |
| 2    | アレン・バーグ                          | エディ・ジョーダン レーシング                             | 67   |
| 3    | ラッセル・スペンス                      | ミント・エンジニアリング/ウォーマスタイル・レーシング     | 64   |
| 4    | マリオ・ヒッテン                        | マレーテイラー・レーシング                                | 45   |
| 5    | ロス・チーバー                          | バロールレーシング                                        | 39   |
| 6    | ファン・カルロス・アベラ                | ウェストサリー・レーシング                                | 26   |
| 7    | デイヴ・スコット                        | ミント・エンジニアリング                                  | 19   |
| 8    | アンドリュー・ギルバート＝スコット      | マレー・テイラーレーシング                                | 17   |
| 9 =  | ゲイリー・エヴァンス                    | ウェストサリー・レーシング                                | 11   |
|      | トニー・トレバー                        | トニー・トレバー                                          | 11   |
| 11   | デビッド・ハント (レーシングドライバー) | Aconコンピュータレーシング エディ・ジョーダン・レーシング | 10   |
| 12 = | ポール・ラディシッチ                    | マレーテイラー・レーシング                                | 7    |
|      | ポール・ジャクソン                      | バロール・レーシング                                      | 7    |
| 14 = | アール・ラング                          | アラン・ドッキング・レーシング                            | 5    |
|      | デイブ・コイン                          | マレー・テイラー・レーシング                              | 5    |
| 16   | フォルカー・ヴァイドラー                | フォルクスワーゲンモータースポーツ                        | 4    |
| 17   | コー・オイザー                          | マグナムレーシングカー ヨーゼフ・カウフマン・レーシング   | ３   |

### クラスB
| 順位 | ドライバー               | エントラント                                   | 合計 |
| ---- | ------------------------ | ---------------------------------------------- | ---- |
| 1    | キース・ファイン         | MASプロモーション                              | 95   |
| 2    | カールトン・ティンリング | カールトン・ティンリング                       | 67   |
| ３   | スティーブ・ブラッドリー | スティーブブラッドレー・レーシング             | 66   |
| 4    | グレイ・ヘドリー         | グレイヘドレー・レーシングチーム               | 33   |
| 5    | リチャード・モーガン     |                                                | 24   |
| 6    | スティーブ・ケンプトン   | チームBeskope                                  | 21   |
| 7    | "アントン・ソブリケ"     | スティーブ・ブラッドレー・レーシング           | 19   |
| 8    | ゴッドフリー・ホール     | ゴッドフリーホール                             | 18   |
| 9    | ホカン・オラウソン       | ハンプシャー・オートモービル・レーシングチーム | 7    |
| 10   | マイク・ブランシェ       | テリーレーシング with ジョンソン&ベイリー      | 6    |
| 10   | ビル・バーリー           | ビル・バーリー                                 | 6    |
| 12   | ロニー・グラント         | ロニー・グラント                               | 5    |
| 13   | デイブ・ボタン           |                                                | 4    |
| 14   | シグルド・クレーン       |                                                | 2    |
| 14   | ジム・ヤードリー         |                                                | 2    |
| 14   | ジョン・ブロック         | ジョン・ブロック                               | 2    |
| 17   | バーナード・ホーウッド   | RDモータースポーツ                             | 1    |
| 17   | ロジャー・ハンブリン     | ロジャー・ハンブリン                           | 1    |